# Microlestes angusteforcipatus
Microlestes angusteforcipatus es una especie de escarabajo de la familia Carabidae.

## Distribución geográfica
Se distribuye por la península ibérica (España), el noroeste del Magreb y las islas Canarias (España).